# Кубок СССР по современному пятиборью 1988
Кубок СССР по современному пятиборью среди мужчин проводился в столице  Белорусская ССР Минске с 9 по 14 августа 1988 года. На турнире награды разыгрывались в личном и командном первенстве.

## Кубок СССР. Мужчины. Лично-командное первенство
| Дисциплина        | Золото                                 | Серебро                                     | Бронза                               |
| Личное первенство | В. Ягорашвили Тбилиси Вооруженные Силы | Л. Витославский · Москва · Вооруженные Силы | Г. Юферов Ленинград Вооруженные Силы |

- Итоговые результаты. Личное первенство.

| Место | Спортсмен       | Республика, город, спортивное общество | Сумма очков |
| ----- | --------------- | -------------------------------------- | ----------- |
| 1.    | В. Ягорашвили   | Тбилиси, Вооруженные Силы              | 5550        |
| 2.    | Л. Витославский | Москва, Вооруженные Силы               | 5528        |
| 3.    | Г. Юферов       | Ленинград, Вооруженные Силы            | 5488        |

- Итоговые результаты. Командное первенство.

| Место | Спортивное общество | Спортсмен, город                                                                  | Сумма очков |
| ----- | ------------------- | --------------------------------------------------------------------------------- | ----------- |
| 1.    | СССР-1              | В. Ягорашвили (Тбилиси) А. Тропин (Ростов-на-Дону) А. Авдеев (Московская область) | 16 190      |
| 2.    | СССР-2              | Л. Витославский Москва · Г. Юферов (Ленинград) · И. Шварц Московская область      | 16 040      |
| 3.    | Молдавская ССР      | В. Матвиенко Кишинёв · О. Наседкин Кишинёв · С. Штепу Кишинёв                     | 15 865      |